# Episodi di Padre Brown (nona stagione)
La nona stagione della serie televisiva Padre Brown è stata trasmessa sul canale britannico BBC One dal 3 al 14 gennaio 2022. 
Questa stagione includerà il 100º episodio; uno speciale a tema di Capodanno, intitolato The Red Death.
In Italia, la stagione è andata in onda dal 7 all'11 novembre 2022 su LA7.
| nº | Titolo originale             | Titolo italiano              | Prima TV Regno Unito | Prima TV Italia  |
| -- | ---------------------------- | ---------------------------- | -------------------- | ---------------- |
| 1  | The Menace of Mephistopheles | La vendetta viene da lontano | 3 gennaio 2022       | 7 novembre 2022  |
| 2  | The Viper's Tongue           | Un consiglio di troppo       | 4 gennaio 2022       | 7 novembre 2022  |
| 3  | The Requiem for the Dead     | Degna sepoltura              | 5 gennaio 2022       | 8 novembre 2022  |
| 4  | The Children of Kalon        | Festa del solstizio          | 6 gennaio 2022       | 8 novembre 2022  |
| 5  | The Final Devotion           | La tiara di San Silvestro    | 7 gennaio 2022       | 9 novembre 2022  |
| 6  | The New Order                | L'arroganza non paga         | 10 gennaio 2022      | 9 novembre 2022  |
| 7  | The Island of Dreams         | L'isola dei sogni            | 11 gennaio 2022      | 10 novembre 2022 |
| 8  | The Wayward Girls            | Le ragazze ribelli           | 12 gennaio 2022      | 10 novembre 2022 |
| 9  | The Enigma Antigonish        | Morte alle terme             | 13 gennaio 2022      | 11 novembre 2022 |
| 10 | The Red Death                | La morte rossa               | 14 gennaio 2022      | 11 novembre 2022 |